# Museo del Automóvil de Tallahassee
El Museo del Automóvil de Tallahassee (en inglés: Tallahassee Automobile Museum) es un museo del automóvil en Tallahassee, Condado de León, Florida, al sur de Estados Unidos.
La colección del museo incluye más de 140 automóviles, coches de juguete fundidos a presión, coches de pedal, objetos antiguos, memorabilia de golf, piezas al azar, motores, cajas de latón registradoras, relojes, bicicletas, barcos, objetos deportivos, motocicletas, abrelatas, bujías , artefactos y objetos de interés. La colección incluye tres batimóviles, un Duryea de 1894, un Duesenberg Model J Double Cowl Phaeton Convertible de 1931, un Ford Model T Torpedo Run About 1911, un Kayser Darrin Roadster de 1955, un Delorean y un Tucker de 1948.